# هواپیمایی آریانا
شرکت هواپیمایی آریانا (پشتون: آریانا افغان هوایی شرکت)، بزرگ‌ترین و قدیمی‌ترین شرکت هواپیمایی افغانستان است که مرکز فعالیتش فرودگاه بین‌المللی کابل است. این شرکت تماماً دولتی است و افزون بر پروازهای داخلی، پروازهای بین‌المللی را به مقاصد ایران، امارات ، پاکستان، عربستان سعودی(فصلی:در زمان حج) تاجیکستان و ترکیه اجرا می‌کند. دفتر مرکزی شرکت هواپیمایی در شهرنو، کابل واقع شده‌است.

## تاریخچه
این شرکت هواپیمایی در سال ۱۹۵۵ میلادی با همکاری مشترک شرکت Indamer Co. Ltd. و دولت افغانستان به بهره‌برداری رسید. نخستین پروازهای این شرکت با هواپیمای داگلاس دی‌سی-۳ به مقصد بحرین، هند، ایران و لبنان انجام می‌شد.

## ناوگان

### ناوگان کنونی
آریانا در حال حاضر دارای ۴ فروند هواپیما می‌باشد.
| هواپیما          | تعداد | توضیحات                                 |
| ---------------- | ----- | --------------------------------------- |
| ایرباس ای310-300 | 3     | دو فروند خریداری شده از هواپیمایی ماهان |
| بوئینگ 737-400   | 2     |                                         |
| بوئینگ 737-500   | 1     |                                         |
| مجموع            | 6     |                                         |

### ناوگان پیشین
| هواپیما                | بازنشستگی   | توضیحات                                   |
| ---------------------- | ----------- | ----------------------------------------- |
| ایرباس ای۳۰۰بی۴        | مارس ۲۰۰۷   |                                           |
| ایرباس ای۳۲۰-۲۰۰       | مارس ۲۰۱۶   | یک فروند به هواپیمایی فلای وان فروخته شد. |
| ایرباس ای۳۲۱-۱۰۰       | مه ۲۰۱۰     | یک فروند به هواپیمایی اطلس جت فروخته شد.  |
| بوئینگ ۷۲۰             | مارس ۱۹۸۰   |                                           |
| بوئینگ ۷۳۷-۳۰۰         | دسامبر ۲۰۱۰ | به هواپیمایی باتومی فروخته شد.            |
| بوئینگ ۷۳۷-۸۰۰         | مارس ۲۰۱۰   | به هواپیمایی ساگا فروخته شد.              |
| بوئینگ ۷۴۷-۲۰۰         | دسامبر ۲۰۰۳ | به هواپیمایی لیبی فروخته شد.              |
| بوئینگ ۷۵۷-۲۰۰         | اکتبر ۲۰۱۰  | به هواپیمایی سان ایر فروخته شد.           |
| مگدانل داگلاس دی سی ۱۰ | مارس ۱۹۸۵   |                                           |